# Экебюховсекен
Экебюховсекен (швед. «Ekebyhovseken», также Экерёйеттен, швед. «Ekeröjätten» или просто «Экеби», англ. «Ekeby oak tree») — многовековой дуб, растущий в коммуне Экерё, лен Стокгольм, неподалёку от замка Экебюхов. Это дерево является крупнейшим по объёму среди ныне растущих в Швеции лиственных деревьев. Возраст дуба оценивается примерно в 500 лет. В 1956 году он получил статус памятника природы.

## Описание
Экебюховсекен (в некоторых источниках «Экерёйеттен») произрастет в нескольких километрах к югу от замка Экебюхов. Дерево породы дуб черешчатый расположено обособленно на поле, что означает отсутствие конкуренции со стороны других деревьев. Это способствовало его значительному развитию. По данным исследования 2008 года является крупнейшим в Швеции деревом по объёму древесины.
Имеет объём древесины приблизительно 84 м³, обхват ствола — 10,5 м, высоту — 17 м. Наблюдаются повреждения кроны, указывающие на то, что исторически дерево могло быть выше. Для сравнения: Квиллекен обладает объёмом древесины около 60 м³, высотой 14 м и обхватом ствола приблизительно 13 м, что делает его деревом с наибольшим обхватом ствола в Швеции. Дуб Принца Евгенияимеет объём древесины приблизительно 45 м³, обхват ствола 9,2 м и высоту 21 м, являясь крупнейшим листопадным деревом на территории Стокгольма.
В 2005 году на территории коммуны Экерё насчитывалось 30 деревьев-памятников природы: 25 дубов, 1 вяз, 2 яблони, 1 ель и 1 сосна.